# Doklanden

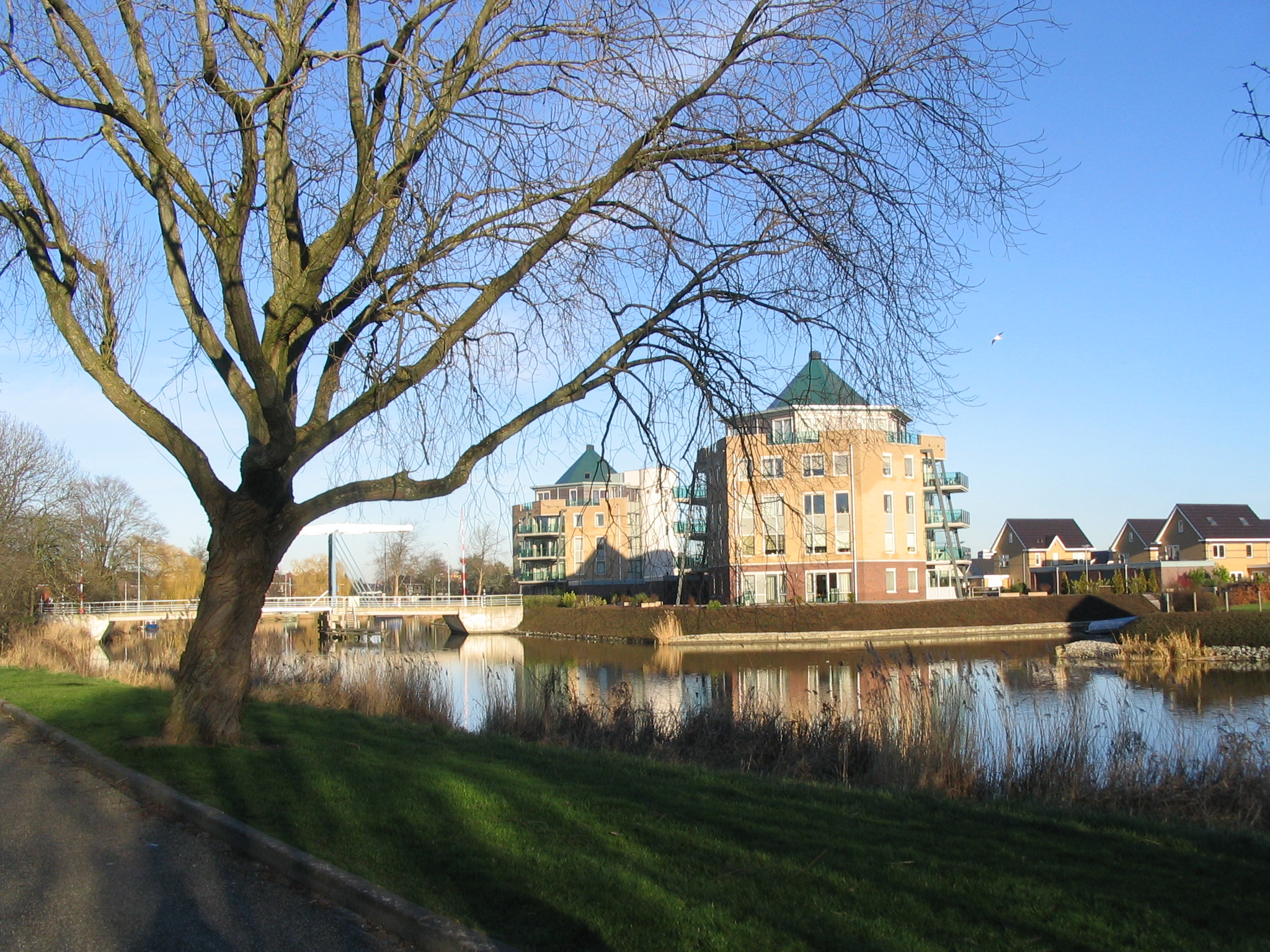
De woontorens bij de brug over het Damsterdiep

Doklanden is een wijk in Delfzijl. De wijk ligt tussen het Damsterdiep en het Eemskanaal. De wijk grenst in het noorden aan de buurt Kroonstad. In het zuiden van de wijk ligt een kleine sluis. Dit is de vaarverbinding tussen het Eemskanaal en het Damsterdiep. In het oosten grenst de wijk aan het Eemskanaal en Farmsum. De wijk is gebouwd vanaf halverwege de jaren 90 en kent voornamelijk vrijstaande huizen. De wijk is met een brug over het Damsterdiep verbonden met Delfzijl-West. Nabij de brug staan twee woontorens. De wijk is genoemd naar het nabijgelegen dok in het Eemskanaal. Tegenwoordig ligt op die plek een jachthaven.